# Всесвітній Фелінологічний Конгрес
Всесвітній Фелінологічний Конгрес (WCC, англ. World Cat Congress) — глобальна організація, що об'єднує в собі ряд найбільших світових фелінологічних організацій. Конгрес був заснований для співпраці, кращої взаємодії та співробітництва між основними котячими асоціаціями світу у питаннях, що представляють взаємний інтерес.

## Задачі
Ціллю Конгресу є відкрита та чесна спільна робота в дусі співпраці для вдосконалення здоров'я та добробут всіх котів. Також заохочення обміну ресурсами для просування інтересів та навчання учасників у всьому світі.
Області, в яких здійснюється співробітництво:
- Відкриті шоу та виставки;
- Співпраця в реєстрації;
- Здоров'я котів;
- Законодавство щодо котів;
- Навчальні матеріали;
- Визнання порід;
- Співпраця по датах шоу і виставок.

## Історія
В 1994 році організація ANFI, італійський член FIFe, організувала великий захід під назвою «Коти і Людина» (англ. «Cats and Man»). Ця подія проходила в Венеції (Італія) в червні того ж року. Частиною цієї зустрічі став Симпозіум, який представили члени Academia dei Gatti Magici [Архівовано 26 січня 2021 у Wayback Machine.] — група видатних учених, художників, письменників і вчених, які поділяють спільне захоплення і любов до котів.
Після лекцій Симпозіуму відбулася дискусія між аудиторією та доповідачами, в ході якої всі присутні погодилися, що такий симпозіум повинен стати щорічним. В іншому ж відділенні пройшла міжнародна виставка котів, в якій брало участь понад 250 тварин, в тому числі кілька чемпіонів світу FIFe. Для котів з Венеції була відведена спеціальна секція кліток, оформлена як венеціанські палаци.
Історія бере початок, коли на наступний день президенти найбільших котячих організацій вперше сіли за один стіл, щоб обговорити загальні проблеми, з якими стикається суспільство котів. Були представлені чотири з п'яти основних організацій:
- Джорджа Морган (англ. Georgia Morgan), президент TICA, не змогла бути присутньою;
- Альва Уддін (англ. Alva Uddin), президент FIFe;
- Дон Вільямс (англ. Don Williams), президент CFA;
- Бренда Вольстенхолм (англ. Brenda Wolstenholm) Голова Керуючого Радою GCCF;
- Аннеліз Хакманн (англ. Anneliese Hackmann), Президент WCF.

Попри технічні або політичні розбіжності, учасники цієї першої зустрічі усвідомили важливість міжнародного співробітництва та визнали свою загальну зацікавленість в котах та їх добробуті. Було вирішено організувати регулярні зустрічі президентів асоціацій для вивчення і пошуку розв'язання проблем, що становлять спільний інтерес.
За ці два дні у Венеції було посіяне насіння нової ери співпраці у світі котів.
В 1999 році було прийнято Статут конгресу, а в 2001 році було затверджено її Конституцію.

## Учасники
До складу Конгресу входять наступні представники найбільших світових фелінологічних організацій (9 учасників станом на 2021 рік).
- Міжнародна Асоціація Котів (The International Cat Association — TICA [Архівовано 27 січня 2021 у Wayback Machine.]);
- Всесвітня Федерація Котів (The World Cat Federation — WCF [Архівовано 11 лютого 2021 у Wayback Machine.]);
- Асоціація Любителів Котів  (The Cat Fanciers’ Association — CFA [Архівовано 26 січня 2021 у Wayback Machine.]);
- Міжнародна Федерація Котів  (Fédération Internationale Féline — FIFe [Архівовано 18 червня 2012 у Wayback Machine.]);
- Федерація Котів Австралії (The Australian Cat Federation — ACF [Архівовано 12 січня 2021 у Wayback Machine.]);
- Координаційна Рада по Котах Австралії (Co-Ordinating Cat Council of Australia — CCCA [Архівовано 22 січня 2021 у Wayback Machine.]);
- Керуюча Рада Любителів Котів (Governing Council of the Cat Fancy — GCCF [Архівовано 12 березня 2021 у Wayback Machine.]);
- Новозеландська Рада Любителів Котів (The New Zealand Cat Fancy — NZCF [Архівовано 28 січня 2021 у Wayback Machine.]);
- Південноафриканська Рада по Котах (The Southern African Cat Council — SACC [Архівовано 22 січня 2021 у Wayback Machine.]).